# Futurama
Futurama är en amerikansk animerad science fiction-situationskomediserie skapad av Matt Groening (skapare av Simpsons) och David X. Cohen. De fyra första säsongerna sändes mellan den 28 mars 1999 och den 10 augusti 2003 på TV-kanalen Fox. Fyra filmer gavs ut direkt till dvd mellan 2007 och 2009, men klipptes även om till en femte säsong som började sändas 23 mars 2008 på Comedy Central. Säsong 6 och 7 sändes mellan 24 juni 2010 och 4 september 2013 på Comedy Central. Den 22 februari 2022 meddelade streamingtjänsten Hulu att de hade återupplivat serien och att de skulle göra 20 avsnitt till av serien. Säsong 8 hade premiär den 23 juli 2023.
Serien kretsar kring Philip J. Fry, pizzabud i New York, som blir nedfrusen vid midnatt den 31 december 1999 och tinas upp tusen år senare, år 2999, precis i tid för nästa millennieskifte. Hans enda levande släkting är den nästan 160 år gamla professor Farnsworth, som äger budfirman "Planet Express", där Fry får jobb som bud. Tillsammans med de andra på firman råkar han ut för allehanda underliga äventyr.
Futurama har inte nått den ekonomiska framgång som många trodde vid dess start. Första avsnittet sågs i USA av närmare 20 miljoner tittare, för att sedan minska till cirka 3 miljoner elva år senare, då första avsnittet ur säsong 6 visades. Serien lades aldrig officiellt ner, men Fox, som hade sänt serien tidigare, köpte aldrig den femte säsongen, varpå den förblev oproducerad. 22 juni 2006 avslöjade Comedy Central att de hade beställt 13 nya avsnitt av serien.
Futurama visas på många TV-kanaler runt om i världen. I Sverige sändes serien i TV4 för att sedan visas i repris av TV400. Serien släpps numera på streamingtjänsten Disney+ i Sverige.
Namnet Futurama kommer från en utställning på 1939 års världsutställning i New York. Utställningen, designad av Norman Bel Geddes, visade hur han föreställde sig att världen skulle se ut 1959.

## Rollfigurer
| Namn                                        | Röst             | Beskrivning |
| ------------------------------------------- | ---------------- | --- |
| Fry (Philip J. Fry)                         | Billy West       | Fry är ett 25-årigt misslyckat pizzabud som blir nedfrusen av misstag på nyårsafton 1999 och tinas upp på nyår 2999. Han tar jobb hos sin närmaste levande släkting professor Farnsworth och blir åter budpojke. Kan beskrivas som godhjärtad men korkad. |
| Leela (Turanga Leela)                       | Katey Sagal      | Leela är den kompetenta, enögda kaptenen på Planet Express rymdskepp. Hon övergavs vid födseln, växte upp på ett barnhem och trodde hela tiden att hon var en utomjording från någon okänd ras. Senare visar det sig att hon är en mutant och hennes föräldrar lämnade bort henne för att mutanter inte får lämna jordens kloaker - de ville helt enkelt ge henne en chans till ett normalt liv. Gillar gulliga djur och att bruka våld. |
| Bender (Bender Bending Rodriguez)           | John DiMaggio    | Bender är en svärande, alkoholiserad, cigarr-rökande, kleptomanisk, misantropisk robot som ursprungligen byggts för att böja balkar. Han är Frys rumskamrat, arbetar ibland som skeppets kock men fungerar som en av budbärarna på firman. Det engelska ordet Bender, vilket betyder ungefär "böjare", är också ett uttryck för då en person tillbringar en längre tid, till exempel en vecka eller en månad, med att bara dricka högalkoholhaltiga drycker, "on a bender". Benders kropp har också formen av en blender.                                                                                        |
| Professor Farnsworth (Hubert J. Farnsworth) | Billy West       | Professor Farnsworth är Frys avlägsna släkting. Han är mer än 163 år gammal, vilket gör honom biologiskt äldre än Fry, men kronologiskt mycket yngre. Han är en typisk galen vetenskapsman och äger budfirman Planet Express som ett sätt att finansiera sin vansinniga forskning. Professor Farnsworth hävdar även sin rätt att äga domedagsvapen. Är på grund av sin höga ålder senil. |
| Doktor Zoidberg (John E. Zoidberg)          | Billy West       | Doktor Zoidberg är en hummerliknande utomjording från Decapod 10, och företagets läkare, dock framstår han som okvalificerad. Han har en dialekt som vanligtvis associeras med jiddisch-talande och ses ofta ner på av sina kolleger på Planet Express. Idén till Zoidberg fick Cohen då han ansåg att utomjordingar i Star Trek måste ha en obekväm känsla då de möter en läkare som är människa. |
| Hermes (Hermes Conrad)                      | Phil LaMarr      | Hermes är den jamaicanska revisorn på Planet Express och en byråkrat ut i fingerspetsarna. Hermes är en tidigare mästare i olympisk limbo, en sport som kombinerar limbo med häcklöpning. I den grekiska mytologin är Hermes en budbärare. |
| Amy (Amy Wong)                              | Lauren Tom       | Amy är en extremt otursförföljd samt utseendefixerad praktikant på Planet Express, i jakt på sin filosofie doktor-examen i tillämpad fysik trots att hon egentligen inte behöver ett jobb, eftersom hennes föräldrar är mycket rika. Hon är född på Mars men har hankinesiskt utseende. |
| Cubert (Cubert Farnsworth)                  | Kath Soucie      | Cubert är professor Farnsworths son. Han är framtagen via en av de bölder professorn har på ryggen. |
| Mom                                         | Tress MacNeille  | Mom är seriens främsta antagonist, en industrimagnat som äger 99,7 procent av storföretaget Mom Corp. Utåt verkar hon vara en trevlig och snäll tant som älskar allt och alla men bakom kulisserna bryr hon sig enbart om makt och rikedom. Hon har tre söner: Walt, Larry och Igner. Sönerna äger i sin tur tillsammans de resterande 0,3 procent av Mom Corp. Igner är också professor Farnsworths son vilket framkommer i filmen Benders Big Game. |
| Zapp Brannigan (kapten Zapp Brannigan)      | Billy West       | Zapp Brannigan är en hög officer i den interplanetära rymdflottan. Han är inkompetent och offrar samvetslöst sina undersåtars liv för sin egen vinning. Han ser sig själv som en kvinnokarl och klarar sig ofta tack vare sin charm, som han i serien kanske främst försöker använda på Leela, men går där oftast gång på gång bet. Karaktären är baserad på William Shatners James T. Kirk från Star Trek: The Original Series. |
| Kif (Kif Kroker)                            | Maurice LaMarche | Kif är Zapp Brannigans assistent. Han är en grön utomjording med kameleontliknande egenskaper. Zapp Brannigan ser honom som sin bäste och mest lojale vän men behandlar honom inte därefter. Kif har därför utvecklat avsky för sin chef och gör sitt jobb pliktskyldigt men apatiskt och ofta åtföljt av suckar. Kif inleder i säsong 3 ett förhållande med Amy och de gifter sig så småningom i filmen The Beast with a Billion Backs. |
| Nibbler (Lord Nibbler)                      | Frank Welker     | Nibbler är en liten utomjording som hålls som husdjur av Planet Express dels eftersom han är söt, dels eftersom hans avföring består av mörk materia vilket används som bränsle i rymdskeppet. Nibbler är i själva verket mycket intelligent och har som uppdrag att infiltrera och skydda människorna. Vid ett fåtal tillfällen avslöjar han sig men kan då sudda ut folks minne med ett starkt ljus från sitt tredje öga (liknande metoden som används i Men in Black). Matt Groening skapade karaktären genom att försöka skapa ett gulligt djur som har skrämmande kroppsdelar, som huggtänder och tre ögon. |

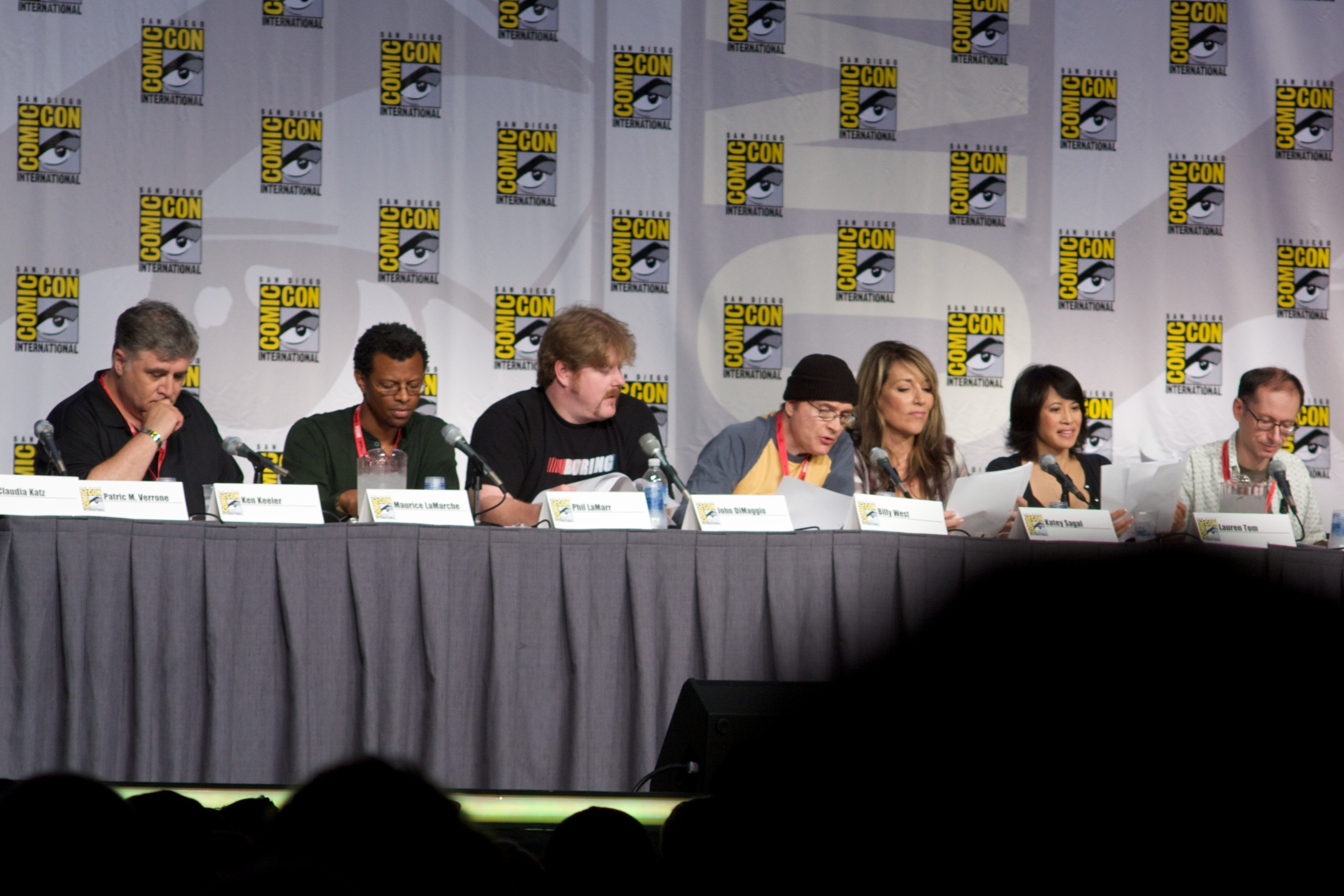
Skådespelarna Maurice LaMarche, Phil LaMarr, John DiMaggio, Billy West, Katey Sagal, Lauren Tom och producenten David X. Cohen på San Diego 2010 Comic-Con International.

Liksom i Simpsons finns det många återkommande figurer. Enligt kommentatorspåret på en DVD till Futurama uppskattar en av animatörerna att enbart antalet robotar är omkring 200.

## Handling och miljö
Philip J. Fry är pizzabud i New York. Kvällen den 31 december 1999 får han en beställning till ett laboratorium där man fryser ner levande varelser. Fry hamnar av misstag i en fryskapsel och förblir nedfrusen i exakt tusen år. Den 31 december 2999 tinas han upp. Under åren som har gått har hans vänner och familj hunnit dö, New York har raserats i krig och byggts om som New New York, och tekniken har tagit ett stort steg framåt. Det finns nu flygande bilar, rymdskepp, robotar och utomjordingar går på gatorna.
Fry inser att han kan lägga sitt gamla, misslyckade liv bakom sig och bygga ett nytt liv här i framtiden. Han lyckas hitta sin enda kvarvarande släkting, professor Farnsworth, i rakt nedstigande led släkt med Frys bror, och får jobb på hans interplanetära budfirma "Planet Express".
Många avsnitt bygger på att Planet Express ska leverera en vara till ett nytt och exotiskt ställe.
Framtidsmiljön är starkt influerad av populär science fiction. Människor transporteras i ett rörpostliknande system och i flygande bilar. Militärer på rymdskepp klär sig som i Star Trek. Vissa rymdskepp ger ifrån sig samma ljud som de flygande bilarna i Jetsons.

## Humor och återkommande skämt
Humorn i Futurama är ofta baserad på förlorarbilden (självunderskattning), svart och surrealistisk humor, men även slapstick. Den påminner om humorn i producenten Matt Groenings andra serie, Simpsons, men bygger inte lika mycket på familjesituationer utan – särskilt i den första säsongen – på de konflikter som uppstår med Fry, som har missat tusen års teknisk och social utveckling. Serien drar många paralleller till dagens samhälle, såväl inom politik som vardagsproblem, men lägger humorn i en framtida miljö med robotar och flygande bilar. Humorn i serien bygger ofta på ifrågasättandet av ledarroller som företag, politiker, militärer med mera, ofta med referenser till vår nutida vardag.   

### Huvuden i burkar
I framtiden används en teknik att hålla människor vid liv genom att bevara deras huvuden i vätskefylla glasburkar. Detta används för att låta 1900-talspersonligheter vara med i serien. Även personer som var döda före år 2000 gör gästspel som huvuden i burkar, bland andra George Washington och Richard Nixon. Nixon skaffar sig en mekanisk kropp och ställer upp som presidentkandidat.

### Nördhumor
Futurama blev snabbt populär inom nördkulturen till följd av dess många avancerade internskämt riktade till nördar. Några områden som har representerats är:
- Matematik. Exempel: Biografen "Loew's {\displaystyle \aleph _{0}}-plex", en referens till aleftal.
- Kvantmekanik. Exempel: Professor Farnsworth klagar på resultatet av ett hästlopp eftersom domarna påverkade resultatet genom att mäta det, en referens till Heisenbergs osäkerhetsprincip.
- Datalogi. Exempel: Två böcker i samma hylla med "P" respektive "NP" på ryggen, en referens till frågan P=NP?
- Science fiction. Exempel: En svart monolit med en skylt "Ur funktion", en referens till Arthur C. Clarkes Rymdodyssé-serie.

### Sverige
Ett återkommande humorämne är Sverige, som då oftast kommenteras surt av professor Farnsworth. I avsnittet Bend Her befinner sig Planet Express-medlemmarna på de olympiska spelen. En liten grupp människor håller upp ett tygstycke där det står "Go Sweden!" ("Heja Sverige!"). Professorn utbrister då "Sweden? I don't think so!" ("Sverige? Jag skulle inte tro det!"), river ner tyget och stampar på det.
I avsnittet Less Than Hero möter man en "π-kea"-robot, en referens till den svenska möbelkedjan Ikea. Denna lämnar ett paket till professorn och säger "enjoy your affordable Swedish crap" ("gläd er åt ert prisvärda svenska skräp") med viss brytning, för att sen tappa ett hjul och rulla ut i en konstig vinkel. Senare säger professorn att han undrar om han kan få byta paketet mot till exempel "some of those rancid meatballs" ("några av de där härskna köttbullarna"). Fry säger efter att de har satt ihop sin maskin de beställt: "Wow, those Swedes really know how to put in almost everything you need" ("Wow, de där svenskarna vet verkligen hur man skickar med nästan allt man behöver"), sedan fortsätter Leela: "Man, I'm sore all over, I feel like I just went ten rounds with mighty Thor" ("Jag är öm över hela kroppen, det känns som att jag just har gått tio ronder mot den store Tor").
Även på kommentatorspåret på dvd:n berättar producenten David X Cohen om en gång när han själv försökt att bygga en Ikea-möbel som han kallade för "skuwnaar", och att han misslyckats på grund av att han inte läst instruktionerna där det stod att man bör vara minst två personer. Därav grunden till Ikea-skämtet.
I filmen Bender's Big Score åker Bender bakåt i tiden och rånar svenskarna på Nobelpriset. Han ropar "Skål!" och flyger sedan iväg i ett litet rymdskepp. När Sverige skickar rymdskepp efter Bender säger han "Not so neutral now, are you, Sweden?" ("Inte så neutrala nu va, Sverige?"), en referens till Sveriges uttalade neutralitet under andra världskriget och kalla kriget.
I avsnittet A Leela of Her Own har Sverige ett lag i sporten "Blernsball" som heter "The Swedish Meatballs" där alla spelare är blonda.

### Soylent Green
I avsnittet där Bender tävlar i matlagning är den magiska ingrediensen Soylent Green. Det är en referens till science fiction-filmen Soylent Green – USA år 2022, där mat i hemlighet tillverkas av döda människokroppar.
Referenser till Soylent Green återkommer också i andra former. I avsnittet Fry and the Slurm Factory frågar Fry Leela om den hemliga ingrediensen i Slurm skulle kunna kan vara människor, men Leela svarar att det redan finns en sådan läsk och att den kallas för Soylent Cola. I avsnittet The Day the Earth Stood Stupid står det "Soylent Chow" på ett stånd i bakgrunden när alla är på husdjursutställningen. Bredvid texten är en bild på en hund inuti en återvinningssymbol.

## Säsonger
Futurama gjordes i fyra säsonger, men Fox TV-visade avsnitten i USA i fem omgångar. Då visades inte avsnitten i samma ordning som de producerades. I USA säger man därför att Futurama gjordes i fem "TV-säsonger". DVD-boxarna är dock uppdelade i fyra säsonger där avsnitten är med i den ordning de producerades.
I mitten av 2010 kom Futurama tillbaka med 26 nya avsnitt fördelade över 2 säsonger. 2011 visades säsong 6, med avsnitten 14-26. Under 2012 visades de första 13 avsnitten ur säsong 7, resterande 13 visades 2013.

## Långfilmer
Det har gjorts fyra Futurama-långfilmer:
- Bender's Big Score (2007)
- The Beast with a Billion Backs (2008)
- Bender's Game (2008)
- Into the Wild Green Yonder (2009)

På amerikansk TV visades långfilmerna uppdelade i fyra avsnitt vardera som en ny säsong.

## Serier
- Simpsons möter Futurama Första svenska seriealbumet med Futurama.